# Guy Steele
Guy Lewis Steele, Jr. (Missouri, 2 ottobre 1954) è un informatico statunitense.
È autore di Common Lisp: The Language (1984) e l'editore di The Hacker's Dictionary (1983).
Come ricercatore senior alla compagnia di supercomputer Thinking Machines ha aiutato a definire e promuovere una versione parallela di Lisp chiamata *Lisp (Star Lisp). Nel 1994 entrò nella Sun Microsystems e fu invitato da Bill Joy a divenire uno dei primi membri della squadra di Java.
Guy Steele, nativo del Missouri, ricevette il bachelor's degree dall'Università di Harvard nel 1975 e il master's degree, oltre che il PhD in informatica presso il Massachusetts Institute of Technology rispettivamente nel 1977 e nel 1980. Prima di lavorare per Thinking Machines, svolse il ruolo di assistente di informatica presso l'Università Carnegie Mellon.
Nel 1988 ha ricevuto il Grace Murray Hopper Award dalla Association for Computing Machinery. È stato nominato ACM Fellow nel 1994.